# John Frederick Jeffrey
John Frederick Jeffrey ( * 1866 - 1943 ) fue un botánico inglés. Su extenso herbario se conserva en el Real Jardín Botánico de Kew.
- La abreviatura «Jeffrey» se emplea para indicar a John Frederick Jeffrey como autoridad en la descripción y clasificación científica de los vegetales.[2]